# Biblioteca Nacional da França
A Biblioteca Nacional de França (Bibliothèque nationale de France; BnF, IPA: [bi.bli.jɔ.tɛk na.sjɔ.nal də fʁɑ̃s]) é a biblioteca nacional de França, localizada em Paris. Destina-se a ser o repositório de tudo o que é publicado na França. O presidente atual da biblioteca é Bruno Racine.

## História

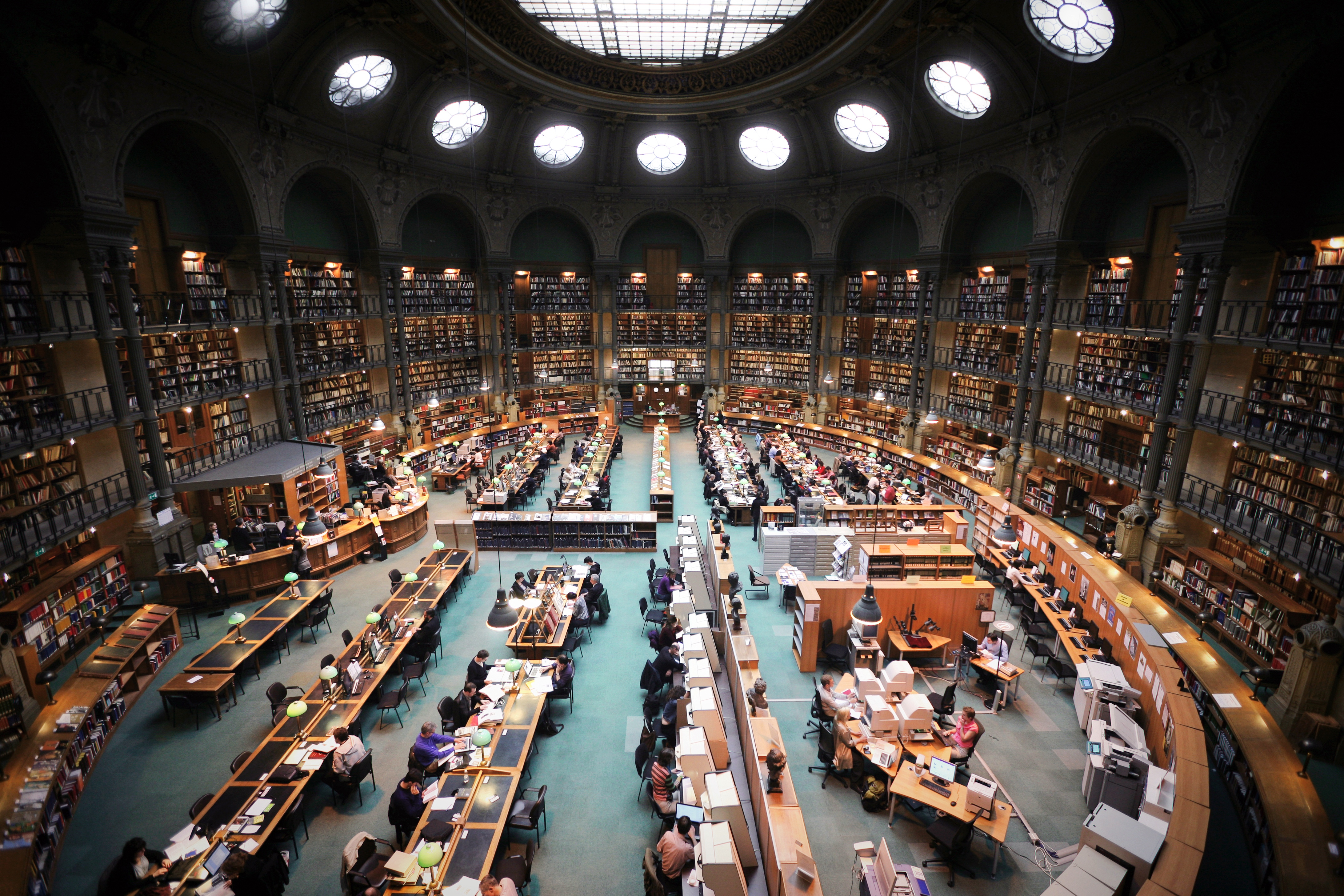
Sala de Leitura, local Richelieu.

A Biblioteca Nacional de França tem sua origem na biblioteca real fundada no Palácio do Louvre por Carlos V, em 1368. Carlos recebeu uma coleção de manuscritos de seu antecessor, João II, e transferiu-os para o Louvre a partir do Palais de la Cité. O primeiro bibliotecário de que se tem registro foi Claude Mallet, criado de quarto do rei, que fez uma espécie de catálogo, Inventoire des Livres du Roy nostre Seigneur estans au Chastel du Louvre. Jean Blanchet fez outra lista em 1380 e Jean de Bégue uma em 1411 e outra em 1424. Carlos V foi um patrono da educação e incentivou a elaboração e coleção de livros. Sabe-se que ele empregou Nicholas Oresme, Raoul de Presle e outros para transcrever textos antigos. Com a morte de Carlos VI, a primeira coleção foi unilateralmente comprada pelo regente Inglês da França, o Duque de Bedford, que transferiu-se para a Inglaterra em 1424. A coleção aparentemente se dispersou, com sua morte, em 1435.
Antes de alcançar o êxito como arquiteto com a concepção da Biblioteca Nacional (1862–1868), Labrouste já havia projetado a biblioteca de Sainte-Geneviève (1843–1850), cujo interior é sustentado por colunas e abóbadas de ferro fundido. Foi a primeira vez que este arquiteto usou uma armação de ferro num edifício público.
Na Biblioteca Nacional o arquiteto fez um uso extensivo do ferro que sustenta uma estrutura de alvenaria. O espaço mais notável é a sala de leitura, povoada por finas colunas com os seus capitéis coríntios e cúpulas com clarabóias envidraçadas que, elevando-se a mais de nove metros do solo, são o meio difusor de luminosidade no interior da sala. Tal como a sala de leitura, a sala de reservas é outra realização notável ao nível da cobertura, concebida inteiramente com vidro, provocando a penetração da luz difundida depois pelas clarabóias do pavimento. O ferro aliado ao vidro concede a estes espaços um efeito notável.
Neste edifício, Labrouste revela duas vertentes da sua arquitetura. Se por um lado alcança um grande modernismo, por outro lado está presente um gosto convencional. Para além de ser considerado o iniciador da escola racionalista na França, foi também uma referência para a geração de arquitetos modernos posteriores.

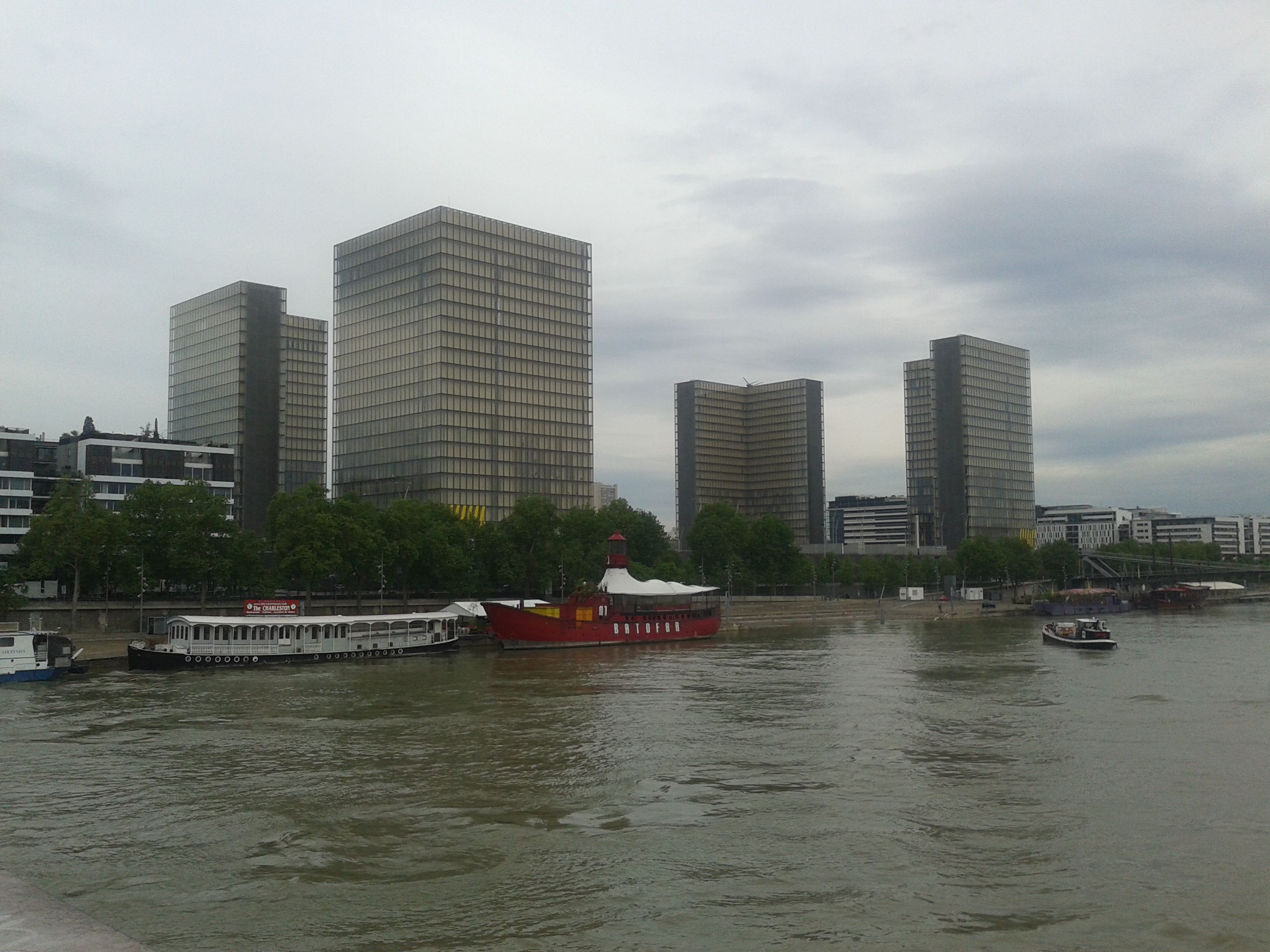
Bibliothèque Nationale François Mitterrand, atualmente a principal sede da Biblioteca Nacional de França. Projeto de Dominique Perrault.

Gallica, nome da biblioteca digital para utilizadores online, foi criada em 1997. Em agosto de 2009 põe à disposição no seu site: 120 000 documentos de texto, 1 000 documentos de áudio e 110 000 imagens.

## Serviços oferecidos
A Biblioteca Nacional de França oferece um aplicativo para tablets chamado Gallica, operável em iOS e Android. Este aplicativo pode ser baixado gratuitamente na App Store e no Google Play e possibilita o acesso a quase 2 milhões de documentos, principalmente a partir das coleções da BnF. O aplicativo permite a busca e o download dos documentos digitalizados pela BnF.
Os serviços oferecidos pela Biblioteca Digital Gallica são:

### Aplicativo Gallica[4]
O aplicativo permite que você procure dentro de todos os documentos digitalizados pela BNF. Cada documento pode ser baixado na íntegra ou em parte: o usuário pode facilmente construir e enriquecer a sua própria biblioteca. Fiel à vocação enciclopédica, o aplicativo BnF Gallica fornece acesso a um corpus rico e variado: mais de 240 mil livros, 880 mil panfletos de imprensa e revistas, 470 mil imagens mas também mapas, manuscritos e partituras estão disponíveis para a escolha do usuário. A cada semana, milhares de novos documentos são publicados e disponíveis no aplicativo.
A biblioteca Gallica disponibiliza documentos em EPUB, leia os documentos no hiperlink: EPUB.
Existe também dentro dos serviços oferecidos o fale conosco.

#### Canal RSS:
Você pode encontrar todas as listas de resultados, pode se inscrever em notícias de correspondentes para a consulta que você lancée. A Busca por resultados de tópicos em uma lista de resultados que contenham todos os documentos registrados no âmbito deste tema. Você vai encontrar, como em todas as listas de resultados a oportunidade de assinar o feed RSS.

## Missão
A Biblioteca Nacional de França é uma instituição pública, sob a supervisão do Ministério da Cultura. Sua missão é constituir coleções, formadas especialmente pelas cópias de trabalhos publicados na França (que devem, por lei, ser nela depositados), conservá-los e disponibilizá-los ao público. Ela produz um catálogo de referência, coopera com outros estabelecimentos nacionais e internacionais e participa de programas de pesquisa.

## Política de conservação
A política de conservação da BNF pode ser consultada através de uma Carta de Conservação disponibilizada em «Charte de Conservation» (PDF). www.bnf.fr. Esta carta define a orientação estratégica e os objetivos da política de conservação da BNF. Ele ajuda a desenvolver as condições organizacionais e materiais ciência, técnica, aplicação, condições que mudam de acordo com o estado da investigação e da legislação. Ele é baseado em um programa hierárquico de ações de conservação e apresenta o estado das coleções, a sua utilização e os seus valores.

## Departamento de Manuscritos (iluminuras)
- Saint Augustin, Cité de Dieu
- Benoît de Sainte-Maure, Roman de Troie
- Boccace, Des cas des nobles hommes et femmes
- Boccace, Des claires et nobles femmes
- Chronique universelle
- Dialogue d'un chevalier et de Chrétienté
- Eneas
- Flavius Josèphe, Antiquités judaïques
- Flavius Josèphe, Guerre des Juifs
- Grandes Chroniques de France
- Guyart des Moulins, Bible historiale
- Guillaume Fillastre, Toison d'Or
- Histoire ancienne jusqu'à César
- Histoire de Merlin
- Histoire du saint Graal
- Jean de Wavrin, Chroniques d'Angleterre
- Jean Mansel, Fleur des Histoires
- Lancelot du Lac
- Leonardo Bruni, Guerre punique
- Mort le roi Artu
- Ovide, Métamorphoses
- Pierre Choque, Réception d'Anne de Foix
- Queste del saint Graal
- Quinte-Curce, Histoire d'Alexandre le Grand
- Raoul Lefèvre, Histoires de Troyes
- Roman de Thèbes
- Romans de la Table Ronde
- Tite-Live, Histoire romaine
- Tristan de Léonois
- Trois fils de rois
- Valère Maxime, Faits et dits mémorables

## Manuscritos orientais
- Ahmedî, Iskender-nâma
- Kâtib Tchelebî, Djihân-Nüma
- Mîr Haydar, Mirâdj-nâma
- Tcherkes Aghâ Yûsuf Pâshâ, Safarnâme
- Zubdet el-Tevarikh

## Departamento de Mapas e Plantas
Mapas, planos elaborados à mão livre ou litografadas, feitas pelo maior cartógrafo Gerardus Mercator e também Jodocus Hondius, Wilhem Blaeuw, N. Ferro, Sanson d'Abbeville, etc.

### Departamento e salas de leituras
| Departamentos | Departamentos                                                                              | Haut de jardin Biblioteca de estudo | Rez-de-jardin Biblioteca de pesquisa |
| ------------- | ------------------------------------------------------------------------------------------ | --- | --- |
|               | Filosofia, história, ciências do homem                                                     | - Sala J: Filosofia, história, ciências do homem | - Sala K: Filosofia e religião - Sala L: História - Sala M: Etnologia, sociologia, geografia |
|               | Direito, economia e política                                                               | - Sala B: Imprensa - Sala D: Direito, economia, política | - Salle N: Economia, ciência política, imprensa - Salle O: Direito, publicações oficiais |
|               | Ciências e tecnologias                                                                     | - Sala C: ciências e tecnologias | - Sala R: Histórias das ciências, ciências fundamentais - Sala S: Ciências da vida, ciências de engenharia |
|               | Literatura e artes                                                                         | - Sala F: Linguagem e literaturas clássicas, artes - Sala G: Linguagem e literatura estrangeira - Sala H: Língua francesa e literatura de expressão francesa - Sala I: Literatura infantil - Sala E: História e empresa do livro, leitura e imprensa | - Sala T: Documentação sobre o livro, da imprensa e da leitura - Sala U: Linguagem e literatura estrangeira - Sala V: Gramática, língua francesa e literatura de língua francesa* Sala W: Literatura clássica, literaturas orientais e artes |
|               | Audiovisual                                                                                | - Sala A: audiovisual | - Sala P: audiovisual |
|               | Departamento de pesquisa bibliográfica (Département de la recherche bibliographique - DRB) | - Sala E: Pesquisa bibliográfica | - Sala X: Pesquisa bibliográfica |
|               | Reserva de livros raros                                                                    | | - Sala Y: Reserva de livros raros |